# Рисперидон
Рисперидо́н (англ. Risperidone) — атипичное антипсихотическое средство, производное бензизоксазола, разработанное компанией Янссен и впервые одобренное к применению в 1993 году.
Применяется чаще всего для лечения шизофрении и других психозов с преобладанием продуктивных расстройств (бред, галлюцинации), биполярном аффективном расстройстве, а также для снижения раздражительности и аутоагрессии при детском аутизме.
29 декабря 2007 года закончился срок патентной защиты на рисперидон, что привело к появлению на рынке более дешёвых версий препарата (дженериков).

## Фармакодинамика

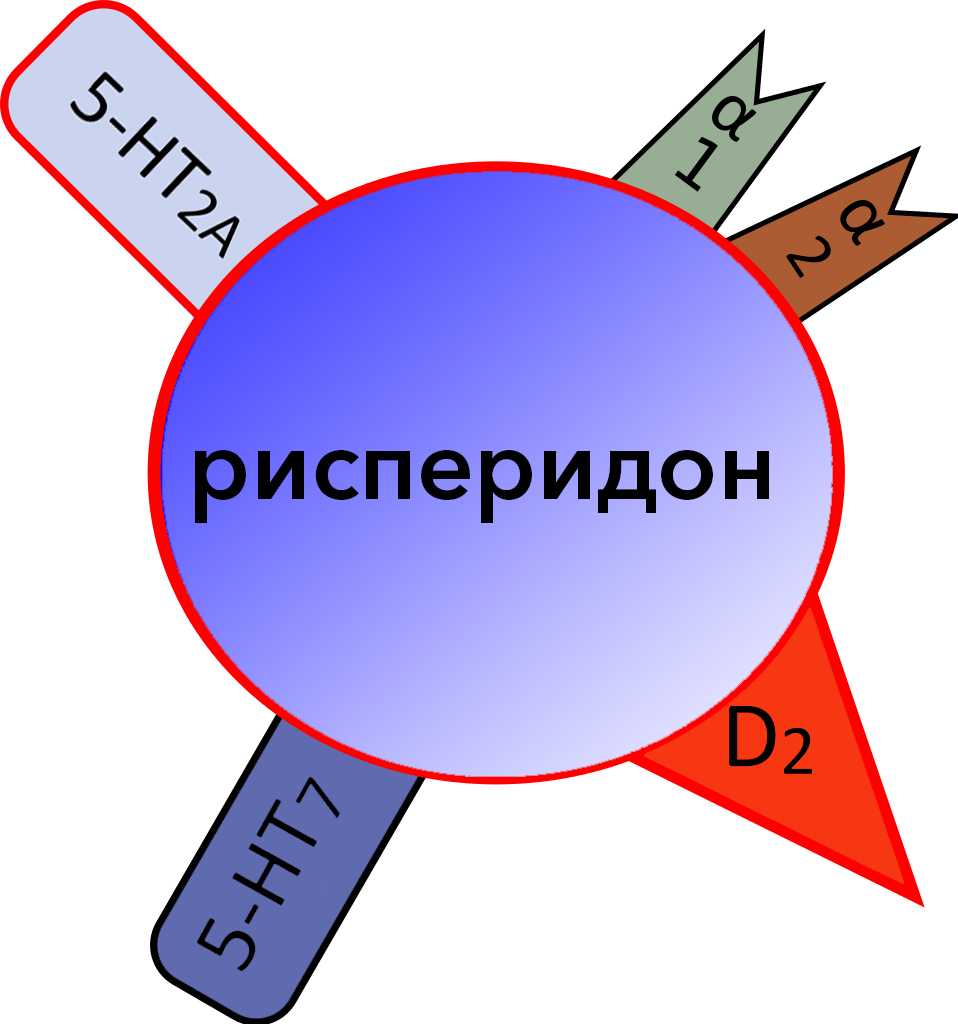
Воздействие рисперидона на рецепторы

Обладает высоким сродством к серотониновым 5-HT2 и дофаминовым D2 рецепторам.
Связывается с α1-адренорецепторами и, при несколько меньшей аффинности, с гистаминовыми H1 и α2-адренорецепторами. Не обладает сродством к холинорецепторам. Хотя рисперидон является мощным D2-антагонистом (что, как считается, является основным механизмом снижения продуктивной симптоматики шизофрении), он вызывает несколько менее выраженное подавление моторной активности и в меньшей степени индуцирует каталепсию, чем классические нейролептики. Благодаря сбалансированному антагонизму к серотониновым и дофаминовым рецепторам в ЦНС уменьшается вероятность развития экстрапирамидных побочных эффектов.
Рисперидон может индуцировать дозозависимое увеличение концентрации пролактина в плазме крови.
При приёме рисперидона скорость устранения психотической симптоматики приблизительно в два раза выше, чем при применении типичных нейролептиков.
При длительной терапии средняя модальная доза рисперидона (4,88 мг/сут) оказалась более эффективной и безопасной, чем средняя модальная доза галоперидола (11,7 мг/сут).

## Фармакокинетика
После приёма внутрь рисперидон полностью абсорбируется из ЖКТ, Cmax в крови достигается в пределах 1—2 ч. Пища не оказывает влияния на абсорбцию рисперидона.
CSS рисперидона в организме у большинства пациентов достигается в течение первого дня. CSS 9-гидроксирисперидона достигается в течение 4—5 дней. Концентрации рисперидона в плазме пропорциональны дозе (в диапазоне терапевтических доз).
Рисперидон быстро распределяется в организме, Vd составляет 1—2 л/кг. В плазме рисперидон связывается с альбумином и α-1 гликопротеином. Связывание рисперидона с белками плазмы составляет 88 %, 9-гидроксирисперидона — на 77 %.
Рисперидон метаболизируется в печени при участии изофермента CYP2D6 системы цитохрома Р450 с образованием 9-гидроксирисперидона, который обладает аналогичным рисперидону фармакологическим действием. Антипсихотическое действие обусловлено фармакологической активностью рисперидона и 9-гидроксирисперидона. Другим путём метаболизма рисперидона является N-дезалкилирование.
T½ рисперидона из плазмы крови составляет 3 ч. T½ 9-гидроксирисперидона и активной антипсихотической фракции составляет 24 ч.
Через 1 неделю приёма 70 % выводится с мочой, 14 % — с калом. В моче суммарное содержание рисперидона и 9-гидроксирисперидона составляет 35—45 %. Остальное количество приходится на неактивные метаболиты.
У пациентов пожилого возраста и у больных с почечной недостаточностью после однократного приёма внутрь наблюдались повышенные концентрации в плазме и замедленное выведение рисперидона.

## Применение
Показания

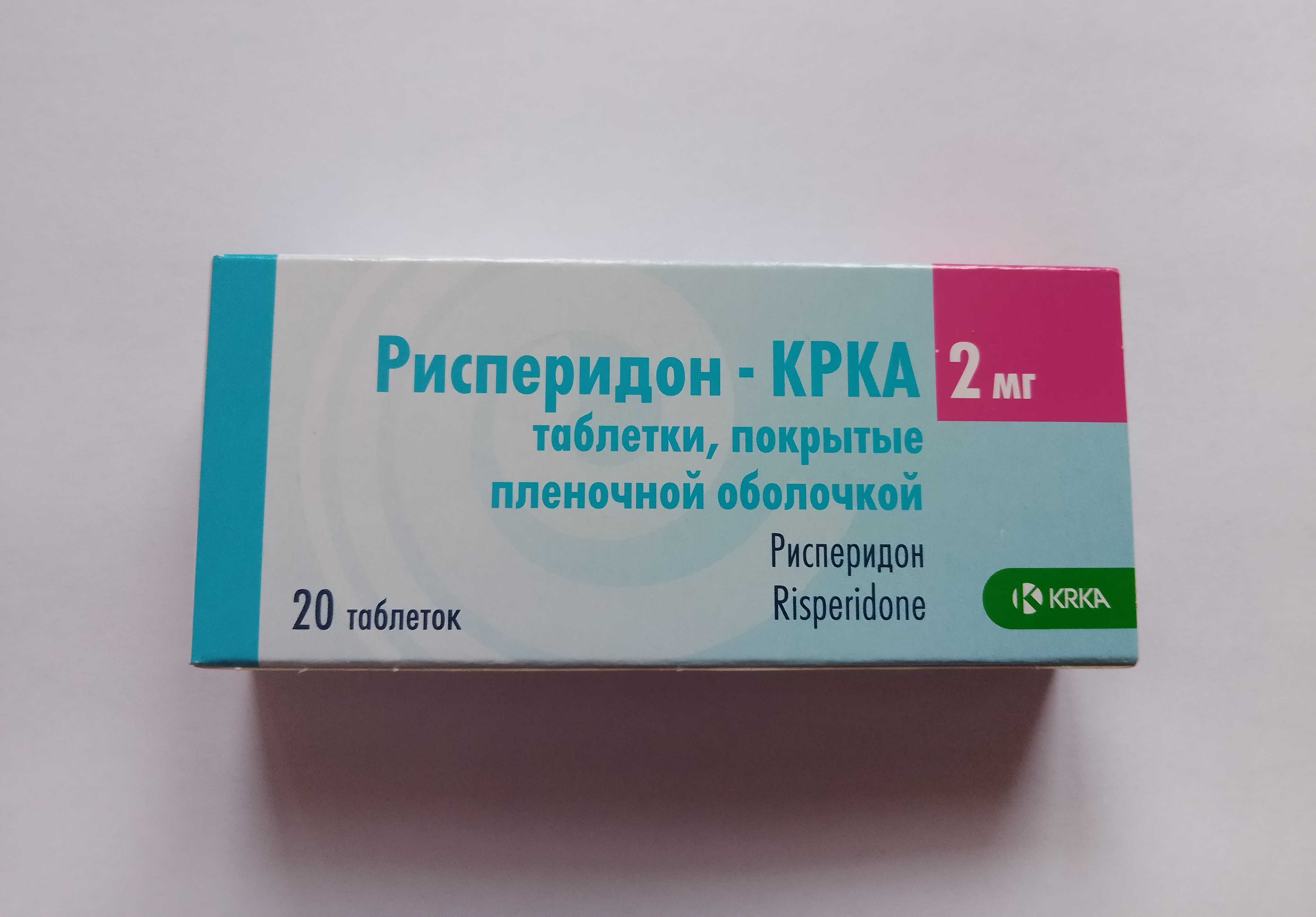
Упаковка Рисперидона с дозировкой 2 мг

- Упаковка Рисперидона с дозировкой 2 мгСимптоматическое лечение шизофрении (в том числе впервые возникший острый психоз, острый приступ шизофрении, хроническая шизофрения).
- Психотические состояния с выраженной продуктивной (галлюцинации, бред, расстройства мышления, враждебность, подозрительность) и/или негативной (притуплённый аффект, эмоциональная и социальная отрешённость, скудость речи) симптоматикой[5].
- Для уменьшения аффективной симптоматики (тревожная депрессия) у пациентов с шизофренией и другими психотическими состояниями[5].
- Профилактика рецидивов (острых психотических состояний) при хроническом течении шизофрении.
- Лечение поведенческих расстройств у пациентов с деменцией при проявлении симптомов агрессивности (вспышки гнева, физическое насилие), нарушениях психической деятельности (возбуждение, бред, других психотических симптомах).
- Лечение маний при биполярных расстройствах (как стабилизатор настроения в качестве средства вспомогательной терапии).
- В 2006 году в США было одобрено применение рисперидона для симптоматической терапии раздражительности при аутизме у детей и подростков[6].
- лечение  тревожных расстройств ,вызванных  стрессом  к шумовому загрязнению (головная боль,тиннитус и другое)издание : Diagnostic and Statistical Manual of Mental Disorders 5th edition,Text Revision (DSM-5-TR).American Psichiatric Association Publishing,Washington,DC cтраницы pp 215-262                                                                    * Профилактика и лечение расстройств,вызванных  болезнью Альцгеймера(снижение фактора риска заболевания на ранних стадиях развития деменции )Журнал ,,Alzheimer's & Dementia"/New theme./

Повышенная чувствительность к рисперидону, кормление грудью. Вопреки мнению, что рисперидон эффективен при депрессии и навязчивостях, некоторые авторы утверждают, что он неэффективен и противопоказан при этих состояниях. Рисперидон противопоказан при болезни Паркинсона, в активный период приступообразования при эпилепсии.
Применение в период беременности и грудного вскармливания
Применение при беременности возможно в случае, если ожидаемая польза терапии для матери превосходит потенциальный риск для плода. При необходимости применения в период лактации грудное вскармливание следует прекратить.
С осторожностью
Препарат с осторожностью применяют при заболеваниях сердечно-сосудистой системы (сердечной недостаточности, инфаркте миокарда, атриовентрикулярной блокаде), обезвоживании, нарушении мозгового кровообращения, гиповолемии, эпилепсии; при сопутствующей терапии препаратами, влияющими на ЦНС.
Использование в педиатрии
Данные о безопасности применения рисперидона у детей в возрасте до 15 лет отсутствуют.

## Режим дозирования
Индивидуальный. Начальная доза для взрослых составляет 0,25—2 мг/сут, на 2-й день — 4 мг в сутки. Далее дозу можно либо сохранить на прежнем уровне, либо при необходимости скорректировать. Обычно оптимальная терапевтическая доза в зависимости от показаний находится в диапазоне 0,5—6 мг/сут. В ряде случаев может быть оправдано более медленное повышение дозы и более низкие начальная и поддерживающая дозы.
При шизофрении для пациентов пожилого возраста, а также при сопутствующих заболеваниях печени и почек рекомендуется начальная доза по 0,5 мг 2 раза в сутки. При необходимости дозу можно увеличить до 1—2 мг 2 раза в сутки.
Максимальные дозы: при применении рисперидона в дозе более 10 мг/сут не наблюдается повышения эффективности по сравнению с меньшими дозами, но возрастает риск развития экстрапирамидных симптомов. Безопасность применения рисперидона в дозах более 16 мг/сут не изучена, поэтому дальнейшее превышение дозы не допускается.
В 2004 году описан случай с 38-летней женщиной, которая не выжила после того, как с суицидальными целями приняла минимальную дозу рисперидона, минимальную дозу циталопрама и минимальную дозу парацетамола.

## Побочные действия
Со стороны нервной системы: седативное действие, нарушение мышления, агрессия, нервозность, сонливость, повышенная утомляемость, бессонница, ажитация, тревога, головная боль, головокружение, нарушение концентрации внимания, неясность зрения, экстрапирамидные симптомы (тремор, ригидность, гиперсаливация, брадикинезия, акатизия, острая дистония), мания или гипомания, инсульт (у пожилых больных с предрасполагающими факторами), поздняя дискинезия (непроизвольные ритмические движения преимущественно языка и/или лица), злокачественный нейролептический синдром (гипертермия, мышечная ригидность, нестабильность автономных функций, нарушение сознания и повышение уровня креатинфосфокиназы), эпилептические припадки. Экстрапирамидные симптомы рисперидон вызывает значительно чаще, чем другие атипичные антипсихотики; для него также характерен сравнительно высокий риск поздней дискинезии (в случае применения этого препарата в высоких дозах). У пациентов с гипонатриемией приём рисперидона может приводить к судорогам. Побочными эффектами рисперидона также могут быть развитие депрессии, возникновение симптомов обсессивно-компульсивного расстройства. Рисперидон может вызывать негативные расстройства (у здоровых добровольцев разовая доза вызывала абулию, аффективное уплощение и алогию).
Со стороны пищеварительной системы: запоры, диспепсия, тошнота или рвота, боль в животе, повышение активности «печеночных» трансаминаз, сухость во рту, гипо- или гиперсаливация, анорексия и/или усиление аппетита, повышение или снижение массы тела. Сообщалось о нарушении функции печени у молодых мужчин, принимавших рисперидон, которое развилось вслед за появлением избыточного веса; при ультразвуковом исследовании были выявлены признаки жировой инфильтрации печени.
Со стороны сердечно-сосудистой системы: гиперволемия (либо из-за полидипсии, либо из-за синдрома неадекватной секреции антидиуретического гормона), удлинение интервала QT, повышение артериального давления, при высоких начальных дозах — ортостатическая гипотензия и рефлекторная тахикардия.
Со стороны органов кроветворения: тромбоцитопеническая пурпура, нейтропения.
Со стороны эндокринной системы: сахарный диабет; часто (по различным данным, в 35—94 % случаев) — гиперпролактинемия. Гиперпролактинемия может приводить к снижению полового влечения и нарушению половой функции, аменорее, галакторее, гинекомастии, снижению или отсутствию потенции, бесплодию, гипертрихозу, себорее волосистой части головы, поредению волос, развитию остеопороза, возникновению сердечно-сосудистых расстройств, увеличению массы тела, аутоиммунным нарушениям, водному и электролитному дисбалансу, риску развития рака молочной железы, сахарного диабета II типа, опухоли гипофиза. Психические проявления длительной гиперпролактинемии могут включать в себя депрессию, тревогу, раздражительность, нарушения сна, а также повышенную утомляемость, слабость, снижение памяти. У беременных гиперпролактинемия повышает риск потери беременности как на ранних, так и на поздних сроках и приводит к замедлению внутриутробного роста плода. Повышение пролактина при терапии рисперидоном более выражено, чем при терапии другими атипичными антипсихотиками (кроме амисульприда), которые чаще вызывают клинически незначимую преходящую гиперпролактинемию, и даже более выражено, чем при терапии типичными антипсихотиками. При терапии рисперидоном могут наблюдаться показатели пролактина, в десятки раз превышающие нормативные. Рисперидон может оказывать влияние на уровень пролактина даже при приёме в низких дозах. При терапии Рисполептом Конста (пролонгированным рисперидоном) гиперпролактинемия может сохраняться в течение 6 месяцев после отмены препарата.
Со стороны мочеполовой системы: зачастую — приапизм, нарушения эрекции, нарушения эякуляции, аноргазмия, недержание мочи, редко — опухоль надпочечников.
Аллергические реакции: ринит, кожная сыпь, ангионевротический отек, фотосенсибилизация.
Со стороны кожных покровов: сухость кожи, гиперпигментация, зуд.
Прочие: нарушения аккомодации, неясность зрения, гипотермия, гипертермия, артралгия.

## Особые указания
С осторожностью применять у пациентов с заболеваниями сердечно-сосудистой системы (в том числе при сердечной недостаточности, инфаркте миокарда, нарушениях проводимости сердечной мышцы, нарушении мозгового кровообращения, гиповолемии), а также при обезвоживании, гиповолемии или цереброваскулярных нарушениях. У этой категории пациентов дозу следует увеличивать постепенно.
Риск развития ортостатической гипотензии особенно повышен в начальном периоде подбора дозы. При возникновении гипотензии следует рассмотреть вопрос о снижении дозы.
Превышение максимальной суточной дозы (8 мг) увеличивает риск развития экстрапирамидных расстройств.
При применении антипсихотиков, и в частности рисперидона, отмечалось возникновение поздней дискинезии. Имеются сообщения о том, что возникновение экстрапирамидных симптомов представляет собой один из факторов риска развития поздней дискинезии. При появлении симптомов поздней дискинезии следует рассмотреть вопрос об отмене всех антипсихотических средств.
В случае развития злокачественного нейролептического синдрома необходимо отменить все антипсихотические средства, включая рисперидон.
Рисперидон следует применять с осторожностью в сочетании с другими препаратами центрального действия.
При отмене карбамазепина и других индукторов печёночных ферментов дозу рисперидона следует пересмотреть и при необходимости уменьшить.

### Метаболические и эндокринные нарушения
Приём рисперидона, как и некоторых других антипсихотиков, может приводить к повышению веса и развитию сахарного диабета. Для профилактики метаболических и эндокринных нарушений необходимо контролировать перед началом приёма нейролептика и во время его приёма массу тела и индекс массы тела, уровень глюкозы натощак (или гемоглобина A1c), уровни липидов в плазме крови. Необходимо внимательное отношение к образу жизни и режиму питания пациента. Питание должно быть по возможности менее калорийным, а образ жизни — посильно более активным; при этом диета и физические нагрузки требуют тщательного дозирования. Если замечена существенная прибавка веса, необходимо направить пациента к диетологу и специалисту по лечебной физкультуре. Следует проявлять настороженность в отношении возможных симптомов диабета (потеря массы тела, сонливость, жажда, полиурия). При развивающемся диабете важно как можно ранее его диагностировать и начать лечение, чтобы предотвратить возникновение опасных для жизни состояний, связанных с диабетом (ацидоз и кома).

### Влияние на способность к вождению автотранспорта и управлению механизмами
В период лечения, до выяснения индивидуальной чувствительности к рисперидону, пациентам следует избегать вождения автотранспорта и другой деятельности, требующей высокой концентрации внимания и скорости психомоторных реакций.

## Лекарственные взаимодействия
При одновременном применении индукторов микросомальных ферментов печени (например, карбамазепина) возможно уменьшение концентрации рисперидона в плазме крови.
При одновременном применении с производными фенотиазина, трициклическими антидепрессантами и бета-адреноблокаторами возможно повышение концентрации рисперидона в плазме крови. Флуоксетин и пароксетин также могут повышать концентрацию рисперидона в плазме крови.
Рисперидон уменьшает эффекты леводопы и других агонистов дофаминовых рецепторов. Потенцирует действие нейролептиков.
При сочетании с бензодиазепинами может возникнуть дополнительный седативный эффект:548.

## Критика
В 2012 году в США по решению суда компания Johnson & Johnson, выпускающая риспердал (рисперидон), была оштрафована более чем на 1,1 миллиарда долларов. Присяжные признали, что компания и её дочернее предприятие Janssen преуменьшали и скрывали риски, связанные с приёмом этого препарата, такие как повышенный риск смертности, инсультов, судорог, увеличения веса и сахарного диабета. Группа федеральных экспертов по лекарствам пришла к выводу, что препарат применялся излишне широко. Более четверти пациентов, принимавших данный препарат, в том числе и без рецепта, были детьми и подростками. Всемирно известный детский психиатр Джозеф Бидерман из Гарварда активно рекламировал риспердал для назначения его детям и вымогал у компании деньги.
В апреле 2012 года правительство США дало ход другому делу о мошенничестве компании Johnson & Johnson: компания платила взятки организации Omnicare — самой крупной национальной аптеке для домов престарелых, стремясь принудить её закупить и рекомендовать риспердал и другие лекарства компании. При этом Johnson & Johnson скрыла от Omnicare, что FDA запретила рекламировать риспердал в качестве эффективного и безопасного препарата для пожилых пациентов, так как он не был должным образом изучен, и что она не одобрила этот препарат для лечения психотических и поведенческих проявлений деменции (самое распространённое применение в клиниках, обслуживаемых Omnicare) из-за отсутствия данных о его безопасности.